# فرهنگ لغت وزارت دفاع برای اصطلاحات نظامی
فرهنگ لغت وزارت دفاع برای اصطلاحات نظامی (به انگلیسی: Department of Defense Dictionary of Military and Associated Terms)، خلاصه‌ای از اصطلاحات است که توسط وزارت دفاع ایالات متحده (DOD) استفاده می‌شود. نسخه چاپی شامل ۵۷۴ صفحه اصطلاحات و ۱۴۰ صفحه کلمات اختصاری است.
این فرهنگ، واژگان استاندارد نظامی و گزاره‌های مرتبط با آن را شامل می‌شود تا کنش مشترک نیروهای مسلح ایالات متحده آمریکا در هر دو گونه عملیات مشترک و متحد (مانند کل وزارت دفاع) را در بر بگیرد. این واژگان نظامی و گزاره‌های مرتبط با آن، با همدیگر و به همراه تعریف آنها واژگان تأیید شده وزارت دفاع را برای استفاده عمومی همه بخش‌های وزارت دفاع، تشکیل می‌دهند. وزیر دفاع ایالات متحده آمریکا، دیک چینی، استفاده از رهنمود استانداردسازی واژگان نظامی و گزاره‌های مرتبط را در ۲۳ اوت ۱۹۸۹ به شماره ۵۰۲۵٫۱۲ به همه وزارت دفاع ابلاغ کرد تا از کاربرد یکسان واژگان، مطمئن شود.
انتشار این فرهنگ، فرهنگ لغت‌های استاندارد انگلیسی را برای استفاده نظامی و مرتبط با آن، تکمیل می‌کند. اگرچه، هدف از انتشار این فرهنگ، کم کردن اختیارات فرمانده نیروهای مشترک برای سازماندهی نیروها و انجام مأموریت به گونه‌ای نیست که فرمانده نیروهای مشترک، بهترین واژه را برای اطمینان از یکپارچگی انجام کلی مأموریت، قلمداد کند.